# Rivière des Prairies
La Rivière des Prairies (Río de las Praderas) es un curso de agua situado entre la Isla de Montreal y la Île Jésus (ciudad de Laval). Nace en el Lac des Deux Montagnes para desembocar en el río San Lorenzo al lado de Repentigny, en L'Assomption. 
La Rivière des Prairies se conocía antiguamente bajo el nombre de Skawanoti, que significa en hurón el río de detrás de la isla. Es Samuel de Champlain quien rebautizará el río, en honor a uno de sus compañeros, François des Prairies, quien se perdió en una expedición. Los anglófonos han retomado la denominación amerindia y nombran a este curso de agua Back River.
- Datos: Q1783795
- Multimedia: Rivière des Prairies / Q1783795